# Häggvikstunneln
Häggvikstunneln är den kortaste av tre vägtunnlar som byggts för Norrortsleden, Länsväg 265. Den utgör en del av Häggviksleden och invigdes 1998. Tunneln har ligger i Häggvik i Sollentuna kommun och har 2+2 körfält i två tunnelrör och är 289 meter lång. Ovanpå tunnelns tak har en park anlagts.